# Caliga

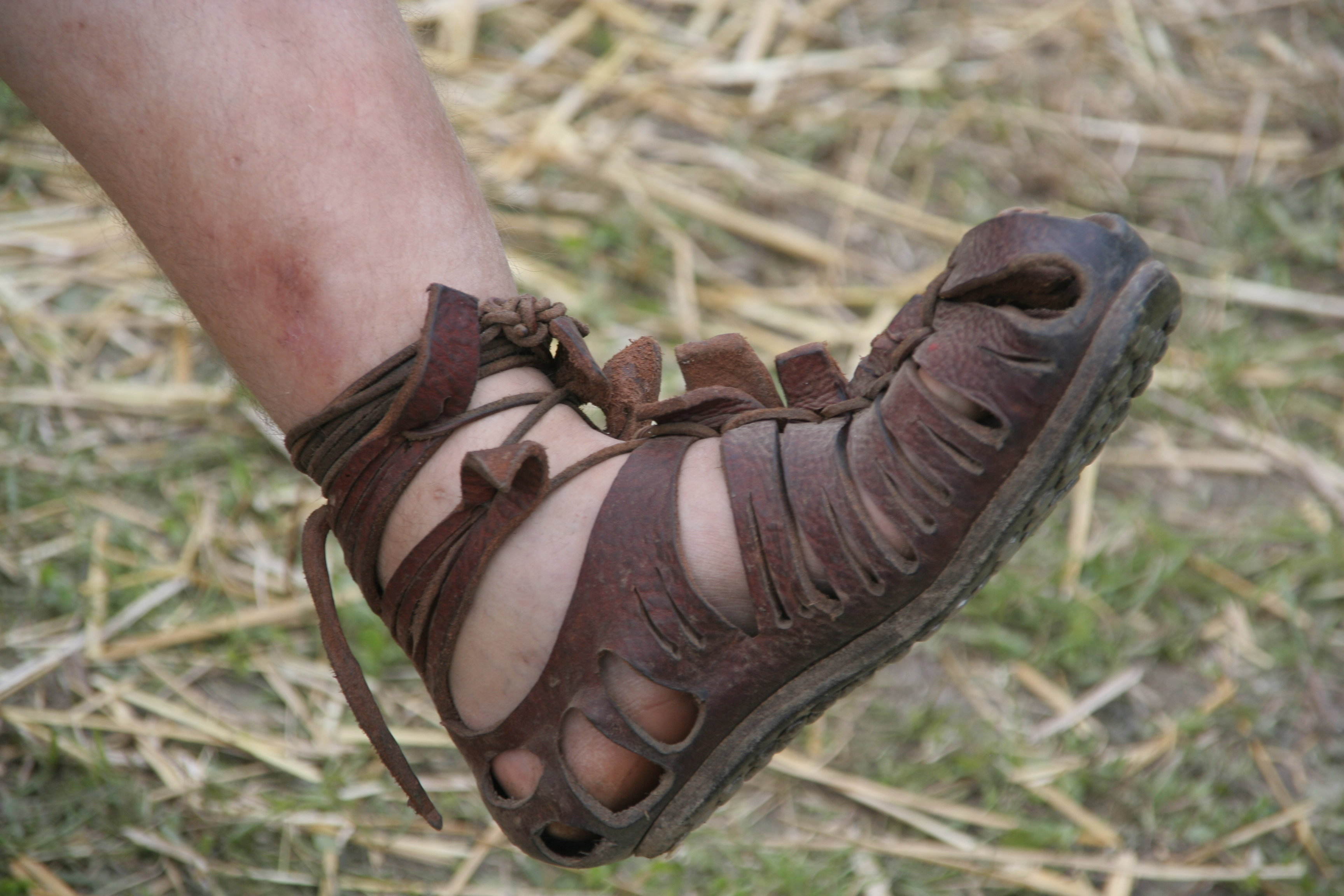
Una caliga romana

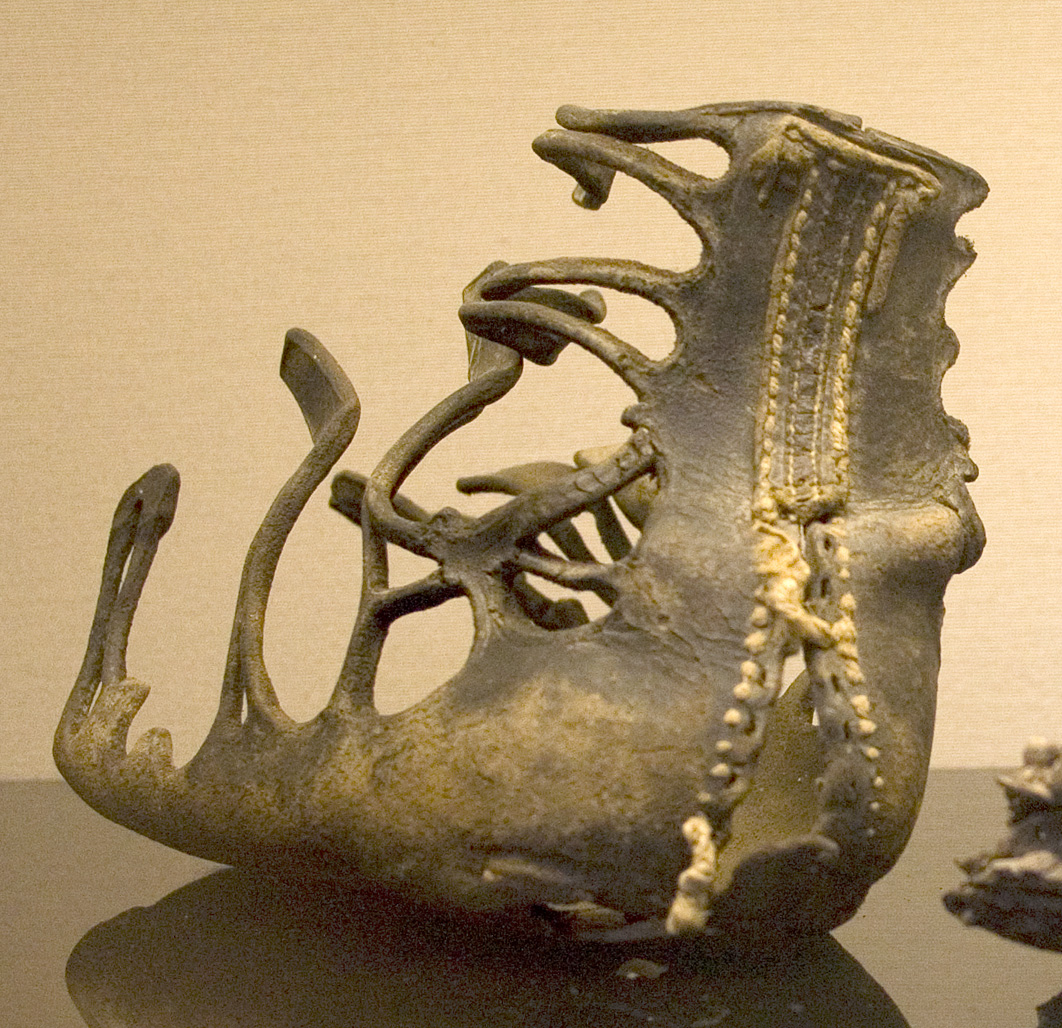
Resto di caliga rinvenuto negli scavi archeologici di Qasr Ibrim, Egitto, databile fra 1 secolo A.C. e 1 secolo D.C. British Museum stanza 65

La càliga è una calzatura militare fatta con suola pesante. Le caligae erano indossate dai soldati delle legioni romane durante il periodo repubblicano e imperiale dell'Urbe. Esse erano indossate da tutti i gradi delle legioni fino al centurione.

## Caratteristiche
Nonostante le calighe sembrino dei sandali esse sono più degli stivali da marcia. Inoltre, i sandali venivano indossati dai romani solo dentro casa. A differenza degli scarponi militari, le caligae erano progettate per evitare il rischio di vesciche durante le lunghe marce, così come di altre malattie dei piedi come la Dermatofitosi. Normalmente le calze non venivano utilizzate sotto le calighe, anche se, nei climi freddi come quello britannico, venivano indossate calze di lana.
Le calighe erano costruite con suola di cuoio e lacci legati al centro del piede e sulla parte superiore della caviglia. All'interno della suola venivano martellati dei chiodi in ferro che servivano a tre scopi:
- rafforzare la caliga
- dare al soldato maggior trazione
- permettere al soldato di usare la caliga come strumento di offesa

## Influenze
- Il figlio del grande condottiero Giulio Germanico, Gaio Cesare, calzò fin da bambino le calighe ed a causa di ciò fu soprannominato Caligola (in latino Caligula, "piccola caliga"). Quando divenne imperatore, Caligola aggiunse alle sue calighe delle gemme.